# Poiana (gmina)
Poiana – gmina w południowej Rumunii, administracyjnie należąca do okręgu Dymbowica.
W skład gminy wchodzą 2 miejscowości: Poiana i Poienița. Według stanu na rok 2011 liczyła 3739 mieszkańców, zaś w roku 2021 jej liczebność wynosiła 3495 mieszkańców.